# Coupe du monde de course en ligne de canoë-kayak 2014
Navigation
Coupe du monde de course en ligne 2013 Coupe du monde de course en ligne 2015
La Coupe du monde de course en ligne en canoë-kayak, organisée par la Fédération internationale de canoë, se déroule du 2 au 25 mai 2014.

## Calendrier
| Date         | Ville  | Pays     |
| ------------ | ------ | -------- |
| 2 au 4 mai   | Milan  | Italie   |
| 16 au 18 mai | Racice | Tchéquie |
| 23 au 25 mai | Szeged | Hongrie  |

## Résultats

### K1 - 200 m
| Étapes | Hommes         | Hommes   |                 | Femmes   | Femmes |
| Étapes | Vainqueur      | Temps    | Vainqueur       | Temps    |        |
| Milan  | Saul Craviotto | 35 s 540 | Lisa Carrington | 40 s 385 |        |
| Racice | Mark de Jonge  | 35 s 183 | Lisa Carrington | 40 s 133 |        |
| Szeged | Miklós Dudás   | 34 s 957 | Karolina Naja   | 40 s 663 |        |

### K2 - 200 m
| Étapes | Hommes                       | Hommes   |
| Étapes | Vainqueurs                   | Temps    |
| Milan  | Ronald Rauhe / Tom Liebscher | 31 s 529 |
| Racice | Ronald Rauhe / Tom Liebscher | 31 s 440 |
| Szeged | Ronald Rauhe / Tom Liebscher | 31 s 774 |

### C1 - 200 m
| Étapes | Hommes             | Hommes   |
| Étapes | Vainqueur          | Temps    |
| Milan  | Alfonso Benavides  | 39 s 985 |
| Racice | Ivan Shtyl         | 39 s 552 |
| Szeged | Alexey Korovashkov | 39 s 983 |

### K1 - 500 m
| Étapes | Femmes              | Femmes         |
| Étapes | Vainqueur           | Temps          |
| Milan  | Yvonne Schuring     | 1 min 58 s 648 |
| Racice | Ewelina Wojnarowska | 1 min 55 s 578 |
| Szeged | Danuta Kozák        | 1 min 53 s 433 |

### K2 - 500 m
| Étapes | Femmes                                  | Femmes         |
| Étapes | Vainqueur                               | Temps          |
| Milan  | Gabriella Szabo / Ninetta Vad           | 1 min 44 s 095 |
| Racice | Marharyta Tsishkevich / Maryna Paltaran | 1 min 47 s 084 |
| Szeged | Lani Belcher / Rachel Cawthorn          | 1 min 45 s 464 |

### K4 - 500 m
| Étapes | Femmes                                                                        | Femmes         |
| Étapes | Vainqueurs                                                                    | Temps          |
| Milan  | Ren Wenjun / Wu Yanan / Liang Peixing / Liu Haiping                           | 1 min 35 s 590 |
| Racice | Marta Walczykiewicz / Edyta Dzieniszewska / Karolina Naja / Beata Mikolajczyk | 1 min 33 s 559 |
| Szeged | Gabriella Szabó / Danuta Kozák / Anna Kárász / Ninetta Vad                    | 1 min 32 s 497 |

### K1 - 1000 m
| Étapes | Hommes    | Hommes         |
| Étapes | Vainqueur | Temps          |
| Milan  | Max Hoff  | 3 min 29 s 376 |
| Racice | Max Hoff  | 3 min 36 s 826 |
| Szeged | Max Hoff  | 3 min 36 s 761 |

### K2 - 1000 m
| Étapes | Hommes                             | Hommes         |
| Étapes | Vainqueurs                         | Temps          |
| Milan  | Paweł Szandrach / Mariusz Kujawski | 3 min 13 s 869 |
| Racice | Max Rendschmidt / Marcus Gross     | 3 min 21 s 386 |
| Szeged | Arnaud Hybois / Etienne Hubert     | 3 min 23 s 615 |

### K4 - 1000 m
| Étapes | Hommes                                                              | Hommes         |
| Étapes | Vainqueurs                                                          | Temps          |
| Milan  | Javier Hernanz / Rodrigo Germade / Oscar Carrera / Inigo Pena       | 2 min 53 s 376 |
| Racice | Vitaly Yurchenko / Vasily Pogreban / Anton Vasilyev / Oleg Zhestkov | 2 min 58 s 112 |
| Szeged | Tate Smith / David Smith / Murray Stewart / Jacob Clear             | 2 min 59 s 926 |

### C1 - 1000 m
| Étapes | Hommes            | Hommes         |
| Étapes | Vainqueur         | Temps          |
| Milan  | Sebastian Brendel | 3 min 51 s 756 |
| Racice | Sebastian Brendel | 3 min 59 s 110 |
| Szeged | Sebastian Brendel | 4 min 02 s 537 |

### C2 - 1000 m
| Étapes | Hommes                            | Hommes         |
| Étapes | Vainqueurs                        | Temps          |
| Milan  | Tomasz Kaczor / Vincent Slominski | 3 min 35 s 629 |
| Racice | Yul Oelze / Ronald Verch          | 3 min 43 s 212 |
| Szeged | Henrik Vasbányai / Róbert Mike    | 3 min 45 s 613 |

## Classement final

### Kayak
| Rang | Nom                 | Points |
| ---- | ------------------- | ------ |
| 1    | Max Hoff            | 31     |
| 2    | Mark de Jonge       | 28     |
| 3    | René Holten Poulsen | 25     |
| 4    | Petter Menning      | 22     |
| 4    | Josef Dostál        | 19     |

| Rang | Nom                 | Points |
| ---- | ------------------- | ------ |
| 1    | Lisa Carrington     | 55     |
| 2    | Yvonne Schuring     | 35     |
| 3    | Karolina Naja       | 28,5   |
| 4    | Marta Walczykiewicz | 27     |
| 5    | Danuta Kozák        | 24     |
| 5    | Franziska Weber     | 24     |

### Canoë
| Rang | Nom                | Points |
| ---- | ------------------ | ------ |
| 1    | Sebastian Brendel  | 340    |
| 2    | Mark Oldershaw     | 22     |
| 3    | Alexey Korovashkov | 18     |
| 4    | Stefan Kiraj       | 17     |
| 5    | Alfonso Benavides  | 16     |

### Par équipes
| Rang | Nom         | Points |
| ---- | ----------- | ------ |
| 1    | Allemagne   | 154    |
| 2    | Hongrie     | 116    |
| 3    | Pologne     | 107    |
| 4    | Russie      | 96     |
| 5    | Royaume-Uni | 54     |